# Gabriella Brum
Gabriella Brum (n. 22 martie 1962, Berlin, RDG) este o fostă fotomodel germană.
Este de origine germano-engleză. Mama ei l-a cunoscut pe soldadul britanic Edward Brum, în anul 1961, de care după câțiva ani se va despărți. În anul 1980 Gabriella Brum va fi aleasă Miss Germany, la un concurs de frumusețe din Berlin. În acest timp ea trăia deja împreună cu operatorul și fotograful Benno Bellenbaum, care avea 52 de ani. La 13 noiembrie în același an este aleasă în Londra, Miss World. După o zi renunță la titlu pe motivul că prietenul ei nu este de acord cu noile obligații care sunt legate de titlu. Mai târziu recunoaște că a fost nevoită să renunțe la titlu deoarece s-a lăsat fotografiată nudă de prietenul ei. Gabriella Brum se mută împreună cu Bellenbaum la Los Angeles unde lucrează ca fotomodel și unde trăiește și în prezent.